# Henry Alexander Scammell Dearborn
Henry Alexander Scammell Dearborn (ur. 3 marca 1783, zm. 29 lipca 1851) – amerykański prawnik i polityk.
W latach 1831–1833 podczas dwudziestej drugiej kadencji Kongresu Stanów Zjednoczonych reprezentował dziesiąty okręg wyborczy w stanie Massachusetts w Izbie Reprezentantów Stanów Zjednoczonych.
Był synem Henry’ego Dearborna, sekretarza wojny Stanów Zjednoczonych w gabinecie prezydenta Thomasa Jeffersona.